# ミナティトラン・オイラーズ
ミナティトラン・オイラーズ (Minatitlan Oilers) は、メキシコ合衆国・ベラクルス州ミナティトランに本拠地を置いていたリーガ・メヒカーナ・デ・ベイスボルのプロ野球チームである。スペイン語名はペトロレロス・デ・ミナティトラン (Petroleros de Minatitlan)。2013年シーズンで活動休止。
本拠地球場はパルケ・18・デ・マルゾ・デ・1938。マイナーリーグAAAクラスを与えられている。
1992年にリーガ・メヒカーナ・デ・ベイスボルのチームとなり、一度もリーグ優勝を果たせないまま2013年に活動休止となった。

## 過去に所属していた主な選手
- タイロン・ウッズ
- ソイロ・ベルサイエス
- バート・キャンパネリス
- ヤデル・マルティ
- ヤンシー・ブラゾバン
- ジャフェット・アマダー